# Alexander av Oldenburg
Alexander av Oldenburg Alexander Friedrich Konstantin, född 2 juni 1844 i Sankt Petersburg, död 6 september 1932 i Biarritz, var son till Peter av Oldenburg och Therese av Nassau-Weilburg. Han fick titeln kejserlig höghet i Ryssland 10 juni 1914.
Alexander gifte 1868 i Sankt Petersburg med prinsessan Eugenia Romanovsky, hertiginna von Leuchtenberg (1845-1925), dotter till hertig Maximilian av Leuchtenberg och Maria Nikolajevna av Ryssland.

## Barn
- Peter av Oldenburg (1868-1924); gift 1:o 1901 (annullerat 1916) med Olga Alexandrovna, storfurstinna av Ryssland (1882-1960), dotter till Alexander III av Ryssland; gift 2:o 1922 med Olga Ratkova-Rognova (1878-1953). Barnlös.